# Monterrubio de la Demanda
Monterrubio de la Demanda – gmina w Hiszpanii, w prowincji Burgos, w Kastylii i León, o powierzchni 15,11 km². W 2011 roku gmina liczyła 68 mieszkańców.